# 크레타 대학교
크레타 대학교(University of Crete, UoC, 그리스어: Πανεπιστήμιο Κρήτης)는 그리스 레팀노(공식 소재지)와 헤라클리온시에 위치한 그리스 크레타에 있는 종합 연구 중심 기관으로, 학문적으로 가장 유명하고 평판이 좋은 대학 중 하나이다.
대학의 학과에 해당하는 16개의 주요 학사 학위 프로그램과 30개 이상의 석사 프로그램이 있다.
2017년 현재 등록 학부생 16,000명, 대학원생 2,500명, 교수진 500명 이상, 행정 직원 약 420명의 학생 인구가 있다.
2018년의 더 타임스 하이어 에듀케이션(The Times Higher Education, THE)에서 설립된 지 50년 이하의 상위 대학 목록에서 62위를 차지했다.